# La Neuville-d'Aumont
La Neuville-d'Aumont era una comuna francesa situada en el departamento de Oise, de la región de Alta Francia, que el 1 de enero de 2017 pasó a ser una comuna delegada de la comuna nueva de La Drenne al fusionarse con las comunas de Le Déluge y Ressons-l'Abbaye.

## Demografía
| Gráfica de evolución demográfica de La Neuville-d'Aumont entre 1800 y 2014 |
|                                                                            |

Los datos demográficos contemplados en este gráfico de la comuna de La Neuville-d'Aumont se han cogido de 1800 a 1999 de la página francesa EHESS/Cassini, y los demás datos de la página del INSEE.